# ویرجینیا لی کوربین
ویرجینیا لی کوربین (انگلیسی: Virginia Lee Corbin؛ ۵ دسامبر ۱۹۱۰ – ۵ ژوئن ۱۹۴۲) یک هنرپیشه اهل ایالات متحده آمریکا بود. 